# Rolf Zuckowski
Rolf Zuckowski (ur. 12 maja 1947 w Hamburgu) – niemiecki muzyk, kompozytor, producent muzyczny, autor piosenek dla dzieci.

## Dyskografia

### Die Beathovens
- Happy to be happy, 1967, jedyny album zespołu (Rolf Zuckowski- gitara)

### Rolf und seine Freunde
- Rolfs Vogelhochzeit, 1977
- Rolfs Schulweg-Hitparade, 1979
- Radio Lollipop, 1981
- Lieder, die wie Brücken sind, 1982
- Wir warten auf Weihnachten, 1982
- Was Spaß macht, 1983
- Frag' mir doch kein Loch in'n Bauch, 1986
- Winterkinder, 1987
- Wir wollen Sonne, 1988
- Starke Kinder, 1989
- Ich schaff' das schon, 1990
- Rolfs neue Schulweg-Hitparade, 1992
- Die Jahresuhr, 1992
- Rolfs Liederkalender, 1993
- Dezemberträume, 1993
- Du brauchst ein Lied, 1994
- Im Kindergarten, 1994
- Freunde wie wir, 1995
- Rolfs Liederbüchermaus, 1996
- Singen macht Spass, 1996
- 12 Bunte Liedergeschichten, 1996
- Weihnachtszeit im Kindergarten, 1997
- Der Spielmann – Das Beste aus 20 Jahren, 1997
- Tiere brauchen Freunde, 1998
- Gute Laune, gute Fahrt, 1998
- Elbkinder, 2000
- In der Weihnachtsbäckerei, 2001
- Rolfs Hasengeschichte, 2001
- Oma liebt Opapa, 2001
- Das ist Musik für Dich, 2001
- Hört, wie der Dezember klingt, 2001
- Kinder brauchen Träume, 2002
- Wie schön, dass du geboren bist, 2002
- So eine Gaudi, 2003
- … und ganz doll live!, 2003
- Nobbi und die Sonnenkinder, 2004
- Heia – Rolfs kleine Nachtmusik, 2004
- Sommerkinder, 2006
- Rolfs bunter Adventskalender, 2006
- Mein allerschönster Weihnachtstraum, 2006
- Rolfs Top 100 – 5 CD BoxSet, 2007
- Familien Sommerfest, 2007
- Rolfs großer Weihnachtsschatz, 2009
- Dein kleines Leben, mit Anuschka Zuckowski, 2011

### Zuckowskis Soloalben für Erwachsene
- Zeit für Kinder-Zeit für uns, 1985
- Nahaufnahme, 1991
- Stille Nächte – helles Licht, 1996
- Kinder werden groß, 2000
- 20:00 Uhr – Live, 2002
- Hat alles seine Zeit, 2005
- Leben ist mehr, 2007
- leiseStärke, 2012

### Zusammenarbeit mit anderen Künstlern
- Tabaluga oder die Reise zur Vernunft, 1983
- Du kleines großes Wunder, 1995
- Der kleine Tag, 1999 (mit Wolfram Eicke und Hans Niehaus)
- Die bayerische Vogelhochzeit, 2003 (mit Sternschnuppe)
- So eine Gaudi, 2003 (mit Sternschnuppe)
- Dein Herz für Kinder, 2008
- Rot + Grün - Schau mal, Hör mal, Mach mit, 2009 (mit Beate Lambert und Ferri Feils)
- Rolf Zuckowski & Rale Oberpichler – Elfen und Feen, 2010